# Westdorpe
Westdorpe est un village appartenant à la commune néerlandaise de Terneuzen, situé dans la province de la Zélande, en Flandre zélandaise. En 2009, le village comptait 2 038 habitants.

## Histoire
En 1276, le nom Westdorpe existait déjà mais le village se trouvait au nord-est du village actuel. Vers 1400, les inondations du Braakman inondent complètement le village en particulier au cours de l'Inondation de la Sainte-Élisabeth en 1404. La construction de la Digue du Comte Jean a pu sauvé le sud.